# えもとりえ
えもと りえ（1979年8月21日 - ）は、福岡県を拠点に活動するローカルタレント、女優。2009年7月14日からワタナベエンターテインメント九州事業本部に所属している。

## 人物・経歴
山口県熊毛郡田布施町出身。九州女子短期大学卒業。本名の江本 理恵名義で九州の芸能事務所に所属して福岡のローカル番組（主にテレビ西日本制作）やCMを中心に芸能活動を始め、雑誌モデルとしても活動していた。ベスト電器のCMで話題となったことをきっかけに2003年に松竹芸能東京支社へ移籍。その年の11月から3年間、京阪電鉄のCM「2代目おけいはん先生」（京橋けい子）の役を務めたほか、バラエティ、ドラマ、CMなどで活躍する。芸能人女子フットサルチーム「蹴竹G」に所属していたが、2005年8月の「すかいらーくグループ冒険王リーグ」への出場を最後に退団した。
2006年4月にテレビ西日本の深夜番組『ピィース!』への出演を機に生活の拠点を福岡に移す。『ピィース!』終了後も福岡での仕事が続いたこともあり、2009年6月を以って設立されたばかりのワタナベエンターテインメント九州事業本部へ移籍、同時に芸名を本名漢字表記からひらがな表記に改めた。
2010年1月に一般男性と結婚し、2012年6月に第1子となる女児を、2022年11月には第2子となる女児をそれぞれ出産した。現在は北九州市在住。

## 現在の出演

### レギュラー番組
- ももち浜ストア（テレビ西日本）- 木曜レギュラー
- プライドK 北九州イチバン物語（福岡放送）
- YOU!どきっ（山口朝日放送）- 水曜レギュラー

### 雑誌
- ナッセおウチ版（フリーペーパー）

## 過去の出演

### テレビ
- ぷるんぷるん（テレビ西日本）
- ぷるんアラモード（テレビ西日本）
- ピィース!（テレビ西日本）
- ちかっぱ!（テレビ西日本）
- 今夜も万事快調!（テレビ西日本）
- ももち浜ストアプラス（テレビ西日本）
- 知ってた?（毎日放送）
- 汐留スタイル!（日本テレビ、アシスタント「おトメちゃんズ」火曜日担当）
- クリック!（日本テレビ、リポーターグループの「クリッカーズ」の一員として出演）
- 天使らんまん（毎日放送、2005年2月1日放送分）
- おはよう茨城（フジテレビ、不定期出演）
- ブレス・オブ・フィールド（JFN）
- 今日感テレビ（2009年7月〜2012年3月、RKBテレビ）
- 今日感テレビ・日曜版（2009年7月〜2012年3月、RKBテレビ）
- 激PUSH!（2010年4月〜9月、TVQ九州放送）※10月以降は同じ事務所の宮島咲良（元九州朝日放送アナウンサー）にバトンタッチ。
- チラチラパンチ（TVQ九州放送）
- 情報Qスタイル（TVQ九州放送）
- ジモトに乾杯！居酒屋 ゴリけん（〜2022年8月、ジェイコム九州） - 初代看板娘 ※2022年9月以降は同じ事務所の角野友紀（元朝日放送アナウンサー）にバトンタッチ。
- 土曜の目覚めはどき生てれび（山口朝日放送）

### 映画
松竹芸能に所属していたということもあってか、釣りバカ日誌シリーズに多く出演している。
- 釣りバカ日誌14 お遍路大パニック!
- 釣りバカ日誌15 ハマちゃんに明日はない!?
- 釣りバカ日誌16 浜崎は今日もダメだった♪♪
- 釣りバカ日誌17 あとは能登なれハマとなれ!（浜崎伝助の同僚「いずみ」役で出演）
- シナリオライター★松本マリコの課題

### CM
- ベスト電器
- 京阪電気鉄道 2代目おけいはん「京橋けい子」（2003年〜2006年）
- 全日空（ANA）
- マルタイ
- ケンコーマヨネーズ